# Metropolia di Pisidia

Mappa delle sedi metropolitane del patriarcato di Costantinopoli in Anatolia attorno al 1880.

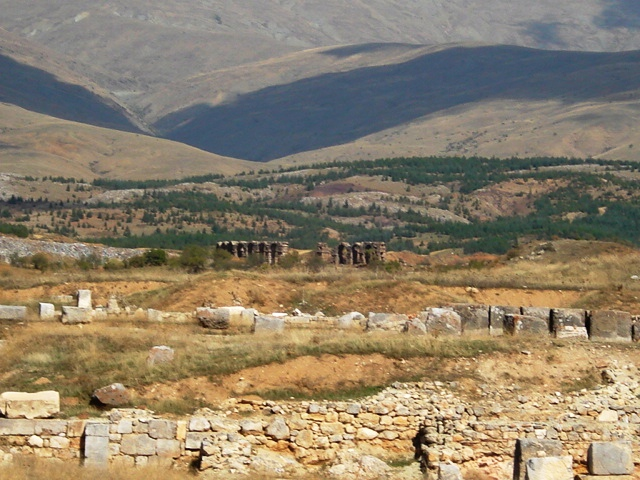
Rovine della città di Antiochia di Pisidia.

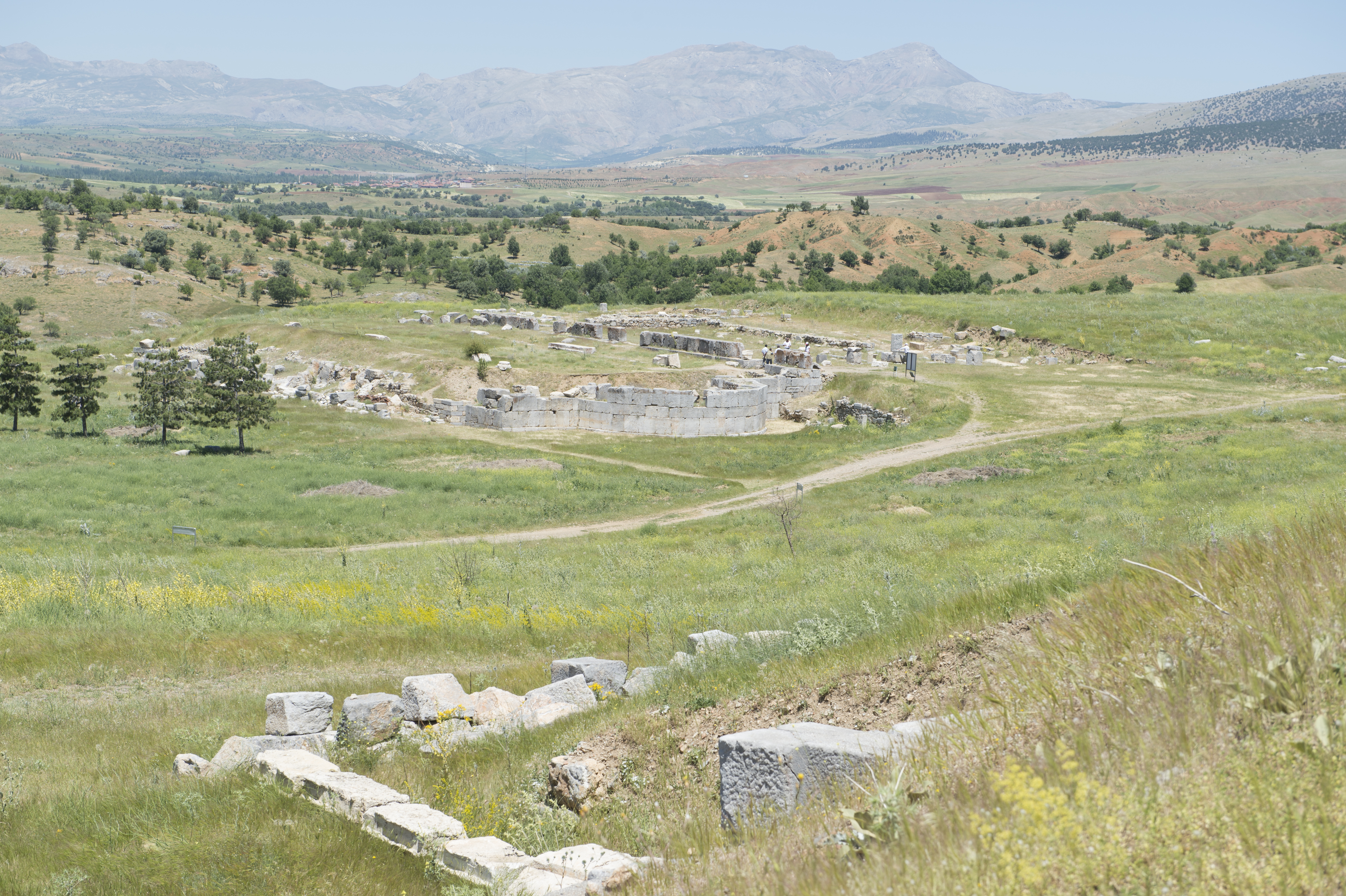
Resti della basilica di San Paolo vista dall'anfiteatro di Antiochia di Pisidia.

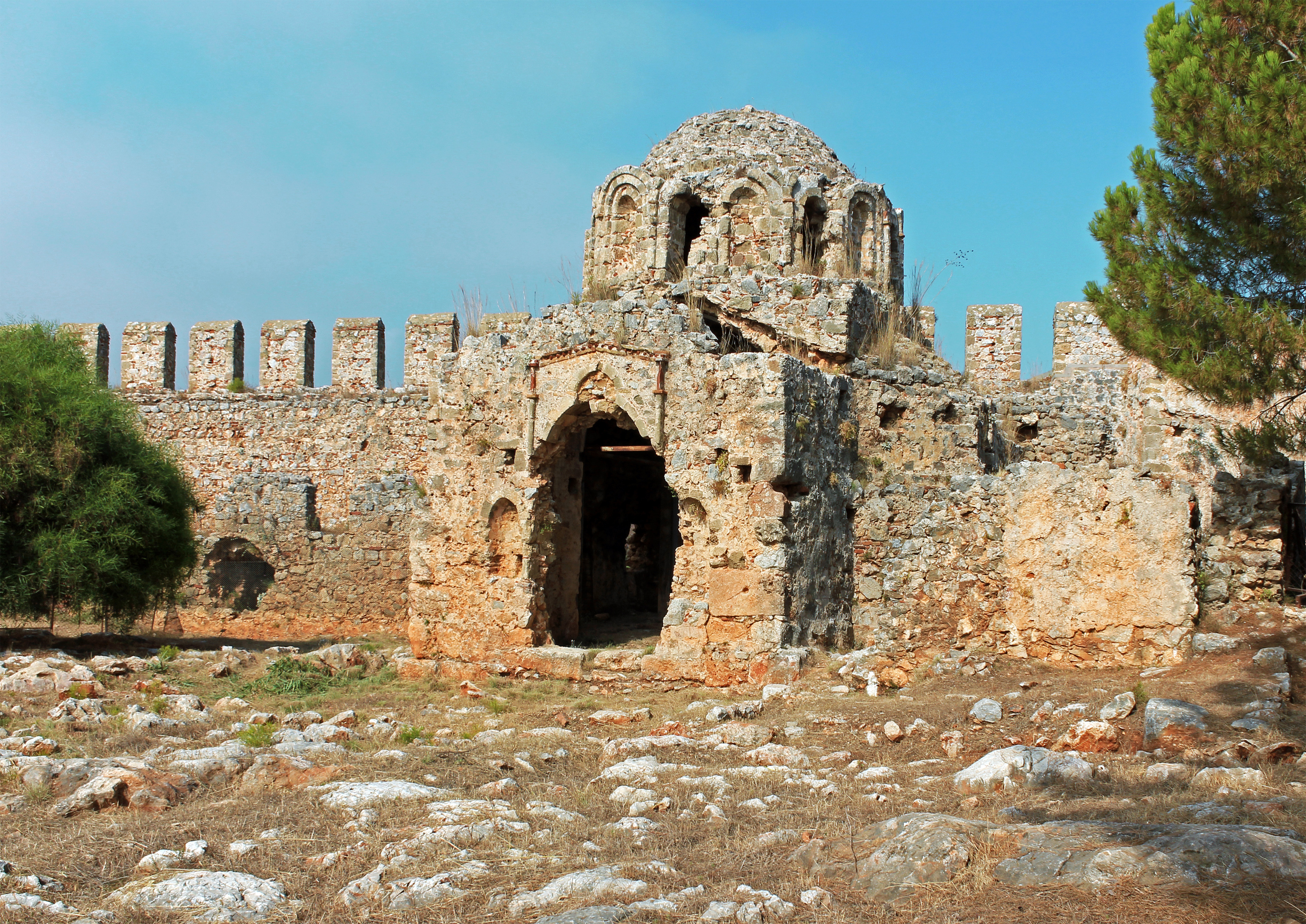
Rovine della chiesa di San Giorgio nel centro storico di Alanya.

La metropolia di Pisidia (in greco: Ιερά Μητρόπολις Πισιδίας; Ierá Mitrópolīs Pisidías) è una diocesi del patriarcato di Costantinopoli. Costituisce una delle circoscrizioni ecclesiastiche attive del patriarcato in territorio turco, benché quasi spopolata.

## Storia
Antiochia, nei pressi del villaggio di Yalvaç nella provincia turca di Isparta, è un'antica sede metropolitana della provincia romana della Pisidia nella diocesi civile di Asia e nel patriarcato di Costantinopoli.
La comunità cristiana di Antiochia ha origini antiche, che risalgono agli albori del cristianesimo. Come raccontano gli Atti degli Apostoli, furono gli apostoli Paolo e Barnaba ad annunciare per primi il vangelo nella città (13,13-52). Ed ancora ad Antiochia, per la prima volta gli Atti descrivono l'istituzione di un gruppo dirigente della comunità, chiamati anziani (14,21-23). Antiochia fu visitata altre volte da san Paolo (16,4-6 e 18,23). Gli scavi archeologici hanno portato alla luce una grande basilica, chiamata "chiesa di San Paolo", dall'iscrizione "Aghios Paulos" trovata nei pressi dell'altare, costruita su una sinagoga, identificata dagli archeologici come quella in cui l'Apostolo predicò per la prima volta ad Antiochia.
L'arcidiocesi è documentata da tutte le Notitiae episcopatuum del patriarcato di Costantinopoli fino al XV secolo.
Nella Notitia dello pseudo-Epifanio, composta durante il regno dell'imperatore Eraclio I (circa 640), la sede di Antiochia è elencata al 24º posto nell'ordine gerarchico delle metropolie del patriarcato di Costantinopoli. In questa Notitia le sono attribuite 18 diocesi suffraganee: Filomelio, Sagalasso, Sozopoli, Apamea Ciboto, Tirieo, Baris, Adrianopoli, Limne, Neapoli, Laodicea Combusta, Seleucia Ferrea, Adada, Zarzela, Timbriade, Timando, Giustinianopoli, Metropoli e Pappa. Sono documentate, benché assenti nelle Notitiae patriarcali, anche le diocesi di Prostanna e di Atenia, sedi scomparse prima del VII secolo.
Nella Notitia attribuita all'imperatore Leone VI (inizio X secolo) Antiochia è scesa al 25º posto fra le metropolie del patriarcato, e le diocesi suffraganee sono diventate 21: sono scomparse le sedi di Filomelio, Neapoli (elevata al rango di arcidiocesi) e Giustinianopoli, e si sono aggiunte quelle di Binda, Conana, Parlais, Malo, Siniando e Titiasso.
In seguito alla conquista dei Selgiuchidi verso la fine del XII secolo e poi degli ottomani (1380)), la diminuzione della popolazione cristiana portò alla scomparsa di tutte le diocesi suffraganee nel XV secolo. Nel XIII secolo i metropoliti spostarono la loro sede a Isparta. Nel corso del XVI secolo, la metropolia si ampliò con l'incorporazione del territorio di tre antiche sedi ormai svuotate dalla presenza cristiana, Mira, Side e Attalea di Pamfilia. Questi accorpamenti portarono alla modifica del nome della sede, nota da questo momento come "metropolia di Pisidia". Dopo il 1661 i metropoliti spostarono nuovamente la loro sede a Antalya, l'antica Attalea.
La metropolia era ancora attiva all'inizio del XX secolo, ma, in seguito agli accordi del trattato di Losanna del 1923 che ha imposto obbligatoriamente lo scambio delle popolazioni tra Grecia e Turchia, ha perso tutta la sua popolazione residente ortodossa. La sede tuttavia non fu mai canonicamente soppressa dal patriarcato.
Successivamente il titolo di metropolita di Pisidia è stato ancora assegnato, ma come semplice titolo vescovile non residenziale.
A partire dagli Anni Duemila, tramite accordi con le autorità turche, sono state recuperate, restaurate e riaperte al culto alcune chiese ortodosse. Oggi la metropolia è censita tra le metropolie attive del patriarcato sul territorio turco.

## Cronotassi

### Periodo romano e bizantino
- Eudossio †
- Optato †
- Antimio †
- Cipriano † (? - circa 304 deceduto)
- Sergiano † (menzionato nel 314 circa)[15]
- Ottimo † (prima del 375/377 - circa 391/394 deceduto)[16]
- Tranquillino † (prima del 404 - dopo il 431)[17]
- Ereczio † (menzionato nel 434/446)[18]
- Candidiano † (menzionato tra aprile e agosto 449)[19]
- Pergamio † (prima di ottobre 451 - dopo il 459)[20]
- Polideuche † (menzionato nel 520)[21]
- Bacco † (menzionato nel 536)[22]
- Teodoro † (menzionato nel 553)[23]
- Giovanni † (circa VI secolo)[24]
- Stefano † (prima del 680 - dopo il 692)[25]
- San Giorgio I † (menzionato nel 787)
- Basilio I † (menzionato nell'869)
- Zaccaria † (prima dell'868/871 - dopo l'880) (metropolita foziano)[26]
- Giorgio II † (menzionato nell'879) (metropolita ignaziano)[27]
- Macario †
- Basilio II † (X secolo)[28]
- Eutimio † (all'epoca di Nicola I Mistico)[29]
- Teofilatto † (menzionato nel 997)[30]
- Giorgio III † (prima del 1079 - dopo il 1082)[31]
- Anonimo † (menzionato nel 1086)[32]
- Michele † (menzionato nel 1147)[33]

### Periodo selgiuchide, ottomano e turco
- Michele † (menzionato nel 1256)[34]
- Macario † (? - maggio 1265 deposto)[35]
- Saba † (menzionato nel 1285)[36]
- Gregorio † (prima del 1315 - dopo il 1331)[37]
- Atanasio † (4 agosto 1369 - ?)[38]
- Callinico † (1399/1412 - ?)[39]
- Metrofane † (menzionato nel 1484)
- Macario † (menzionato prima del 1527)
- Daniele (o Gabriele) † (prima del 1575 - dopo il 1590)
- Paisio † (menzionato nel 1617)
- Eutimio † (? - 1649 deceduto)
- Silvestro † (settembre 1649 - 1661 deceduto)
- Gioacchino † (settembre 1661 - ?)
- Metodio † (prima di luglio 1671 - circa giugno 1673)
- Paisio † (circa giugno 1673 - 21 dicembre 1673 dimesso)
- Cirillo † (21 dicembre 1673 - gennaio 1676 deceduto)
- Leonzio † (28 gennaio 1676 - marzo 1719 deceduto)
- Cosma † (28 marzo 1719 - 1734 eletto patriarca di Alessandria)
- Cosma † (prima del 1746 - 14 marzo 1747)
- Paisio † (16 marzo 1747 - luglio 1757)
- Ignazio † (luglio 1757 - 22 luglio 1757)
- Doroteo † (23 luglio 1757 - novembre 1768)
- Benedetto † (12 novembre 1768 - agosto 1780)
- Cirillo † (agosto 1780 - gennaio 1814 deceduto)
- Dionisio † (gennaio 1814 - luglio 1814 deceduto)[40]
- Eugenio † (luglio 1814 - 10 aprile 1821 eletto patriarca di Costantinopoli)
- Gerasimo † (agosto 1821 - settembre 1827 dimesso)
- Samuele † (settembre 1827 - novembre 1830 dimesso)
- Gerasimo † (novembre 1830 - marzo 1848 deposto) (per la seconda volta)
- Melezio † (marzo 1848 - 2 giugno 1861 dimesso)
- Cesario † (2 giugno 1861 - giugno 1880 sospeso)
- Partenio Prodromidis † (giugno 1880 - 1886 deceduto)
- Benedetto Adamantidis † (febbraio 1886 - 23 ottobre 1893 eletto metropolita di Proconneso)
- Gerasimo Tantalidis † (23 ottobre 1893 - 1º giugno 1906 eletto metropolita di Giannina)
- Costantino Apostolou † (3 giugno 1906 - 17 gennaio 1912 deceduto)
- Gerasimo Tantalidis † (26 gennaio 1912 - marzo 1923 dimesso) (per la seconda volta)
  - Germano Athanasiadis † (18 marzo 1924 - 9 novembre 1943 dimesso)[41]
- Ezechiele Tzoukalas † (5 agosto 1974 - 16 settembre 1979 eletto metropolita di Coo)
- Metodio Fougias † (12 marzo 1991 - 6 luglio 2006 deceduto)
- Sotero Trabas † (27 maggio 2008 - 10 giugno 2022 deceduto)
- Giobbe Getcha, dal 22 luglio 2022[42]